# Мармизівська сільська рада
Марми́зівська сільська́ ра́да — адміністративно-територіальна одиниця та орган місцевого самоврядування в Варвинському районі Чернігівської області. Адміністративний центр — село Мармизівка.

## Загальні відомості
- Територія ради: 22,831 км²
- Населення ради: 533 особи (станом на 2001 рік)

Журавська сільська рада створена у 1988 році. Нинішня сільрада стала однією з 14-ти сільських рад Варвинського району і одна з дев'ятьох, яка складається більше, ніж з одного населеного пункту.

## Населені пункти
Сільській раді підпорядковані населені пункти:
- с. Мармизівка (235 осіб)
- с. Макушиха (298 осіб)

## Освіта
На території сільської ради діє Мармизівська ЗОШ І-го ст., Мармизівський ясла-садок «Яблунька».

## Склад ради
Рада складалася з 12 депутатів та голови.
- Голова ради: Довбиш Галина Володимирівна
- Секретар ради: Бейкун Ольга Василівна

### Керівний склад попередніх скликань
| Прізвище, ім'я, по батькові | Основні відомості                                                                                                | Дата обрання | Дата звільнення |
| --------------------------- | --- | ------------ | --------------- |
| Москаленко Ольга Миколаївна | Сільський голова, 1958 року народження                                                                           | 26.03.2006   | 31.10.2010      |
| Довбиш Галина Володимирівна | Сільський голова, 1973 року народження, освіта середня спеціальна, член Всеукраїнського об'єднання «Батьківщина» | 31.10.2010   |                 |

Примітка: таблиця складена за даними сайту Верховної Ради України

### Депутати
За результатами місцевих виборів 2010 року депутатами ради стали:

#### За суб'єктами висування
| Суб'єкт висування                                       | Кількість обраних депутатів | %    |
| ------------------------------------------------------- | --------------------------- | ---- |
| Партія регіонів                                         | 7                           | 58,3 |
| Політична партія Всеукраїнське об'єднання «Батьківщина» | 4                           | 33,3 |
| Самовисування                                           | 1                           | 8,3  |

#### За округами
| № округу                                                | Прізвище, ім'я, по батькові     | Дата визнання обраним | Освіта  | Партійна приналежність                        | Відомості про обраного депутата                     |
| ------------------------------------------------------- | ------------------------------- | --------------------- | ------- | --------------------------------------------- | --------------------------------------------------- |
| Партія регіонів                                         |                                 |                       |         |                                               |                                                     |
| 2                                                       | Кащенко Алла Борисівна          | 03.11.2010            | середня | член Партії регіонів                          | СТОВ «Цукровик», кухар                              |
| 4                                                       | Бойко Надія Миколаївна          | 03.11.2010            | середня | позапартійна                                  | СТОВ «Цукровик», економіст                          |
| 6                                                       | Чепурна Надія Іванівна          | 03.11.2010            | вища    | член Партії регіонів                          | пенсіонер                                           |
| 7                                                       | Стеценко Олександр Іванович     | 03.11.2010            | середня | позапартійний                                 | Мармизівська сільська рада, землевпорядник          |
| 9                                                       | Даценко Надія Василівна         | 03.11.2010            | середня | позапартійна                                  | пенсіонер                                           |
| 10                                                      | Чепурна Лідія Михайлівна        | 03.11.2010            | вища    | член Партії регіонів                          | пенсіонер                                           |
| 12                                                      | Бейкун Ольга Василівна          | 03.11.2010            | середня | позапартійна                                  | Мармизівськасільська рада, секретар                 |
| Політична партія Всеукраїнське об'єднання «Батьківщина» |                                 |                       |         |                                               |                                                     |
| 1                                                       | Бачиш Наталія Володимирівна     | 03.11.2010            | середня | член Всеукраїнського об'єднання «Батьківщина» | пенсіонер                                           |
| 5                                                       | Карпенко Світлана Володимирівна | 03.11.2010            | середня | член Всеукраїнського об'єднання «Батьківщина» | тимчасово не працює                                 |
| 8                                                       | Клименко Валентина Іванівна     | 03.11.2010            | середня | член Всеукраїнського об'єднання «Батьківщина» | Мармизівська загальноосвітня школа І-ІІ ст, вчитель |
| 11                                                      | Сокол Юрій Анатолійович         | 03.11.2010            | середня | член Всеукраїнського об'єднання «Батьківщина» | СТОВ «Цукровик», комбайнер                          |
| Самовисування                                           |                                 |                       |         |                                               |                                                     |
| 3                                                       | Клименко Володимир Григорович   | 03.11.2010            | вища    | позапартійний                                 | пенсіонер                                           |

## Населення
Згідно з переписом УРСР 1989 року чисельність наявного населення сільської ради становила 592 особи, з яких 256 чоловіків та 336 жінок.
За переписом населення України 2001 року в сільській раді мешкали 534 особи.

### Мова
Розподіл населення за рідною мовою за даними перепису 2001 року:
| Мова       | Відсоток |
| ---------- | -------- |
| українська | 99,62 %  |
| молдовська | 0,19 %   |
| російська  | 0,19 %   |